# 齊藤秀翼
齊藤秀翼（1993年3月1日—）是一位日本的男演員，出身於熊本縣，曾所屬經紀公司為Sony Music Artists，目前所屬自由身。

## 影視作品

### 電視劇
- 江～公主們的戰國～（2011年1月－12月，NHK電視台）：飾演 羽柴秀勝
- 家政婦女王（2011年，日本電視台）：飾演 小澤拓也[1]
- 放學後再推理（2012年6月18日－25日，TBS電視台）：飾演 倉橋翼
- 獸電戰隊強龍者（2013年2月17日，朝日電視台）：飾演 伊恩·約克蘭／強龍黑（聲）
- 王樣戰隊帝王者（2023年10月8日、17日，朝日電視台）：飾演 伊恩·約克蘭／強龍黑（聲）（第32-33話)

### 電影
- 大奧（2010年10月1日，松竹）：飾演 花房
- 特命戰隊Go Busters VS 海賊戰隊豪快者 THE MOVIE（2013年1月19日，東映）：飾演 伊恩·約克蘭／強龍黑（聲）
- 假面騎士×超級戰隊×宇宙刑事 超級英雄大戰Z（2013年4月27日，東映）：飾演 伊恩·約克蘭／強龍黑（聲）
- 劇場版 獸電戰隊強龍者 GABURINCHO OF MUSIC（2013年8月3日，東映） ：飾演 伊恩·約克蘭／強龍黑（聲）
- 獸電戰隊強龍者 VS Go Busters 恐龍大決戰！ 再見永遠的朋友啊（2014年1月18日，東映）：飾演 伊恩·約克蘭／強龍黑（聲）
- 烈車戰隊特急者 VS 強龍者 THE MOVIE （2015年1月17日，東映）：飾演 伊恩·約克蘭/强龍黑（聲）
- 劇場版 假面騎士ZI-O Over Quartzer （2019年7月26日，東映）：飾演 上弦/假面騎士Zamonas（聲）
- 國王戰隊帝王者VS強龍者（2024年4月26日，東映）：飾演 伊恩·約克蘭/强龍黑（聲）

## 外部連結
- 經紀公司個人介紹頁（日語）
- 官方部落格 （页面存档备份，存于）（日語）

| 前任： 浜尾京介 （天裝戰隊護星者） | 日本超級戰隊系列黑色戰士演員 獸電戰隊強龍者 2013年2月17日-2014年2月9日 | 繼任： 國島直希 （動物戰隊獸王者） |